# Maria Magdalenakerk (Goes)

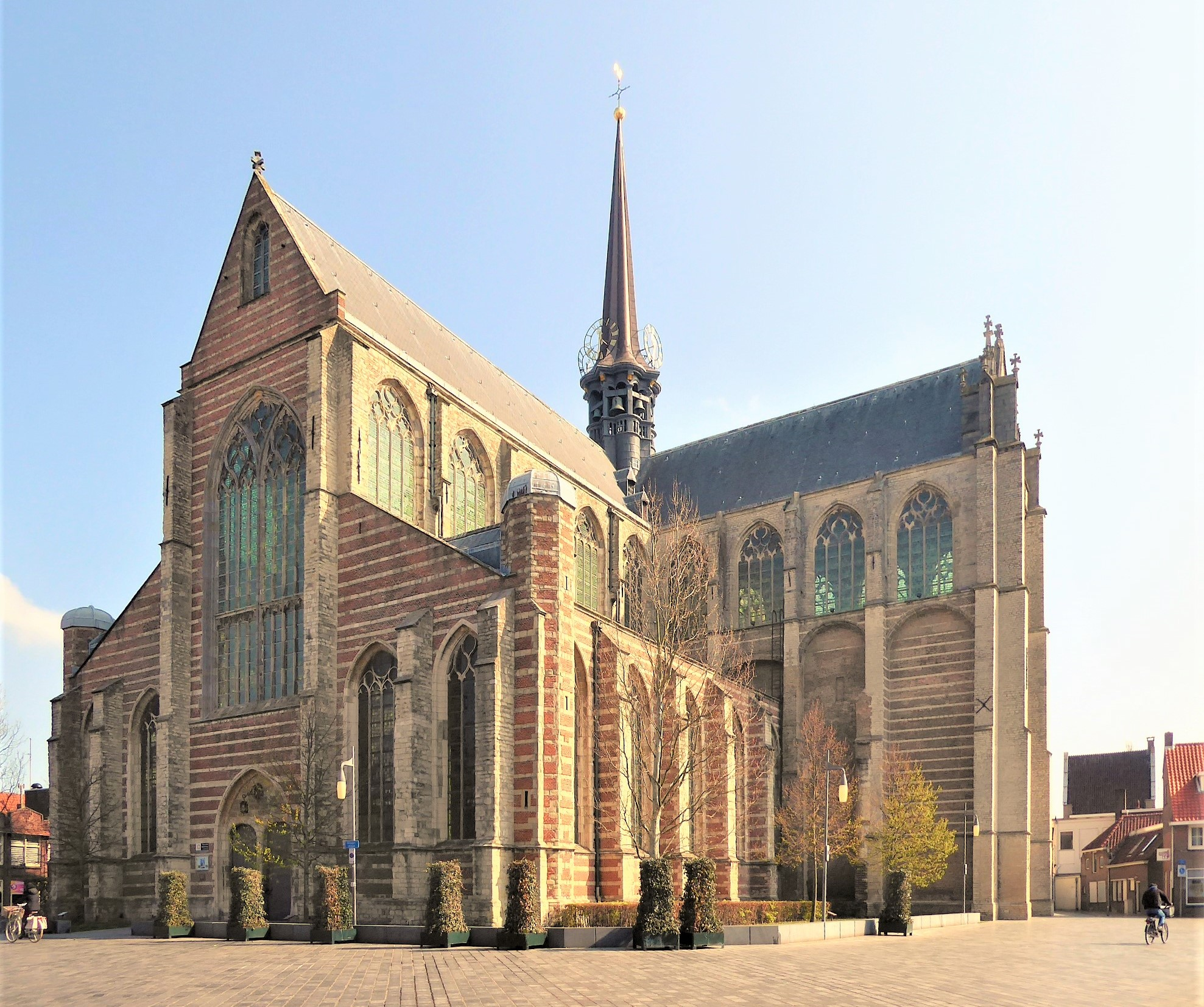
Die Maria Magdalenakerk zu Goes

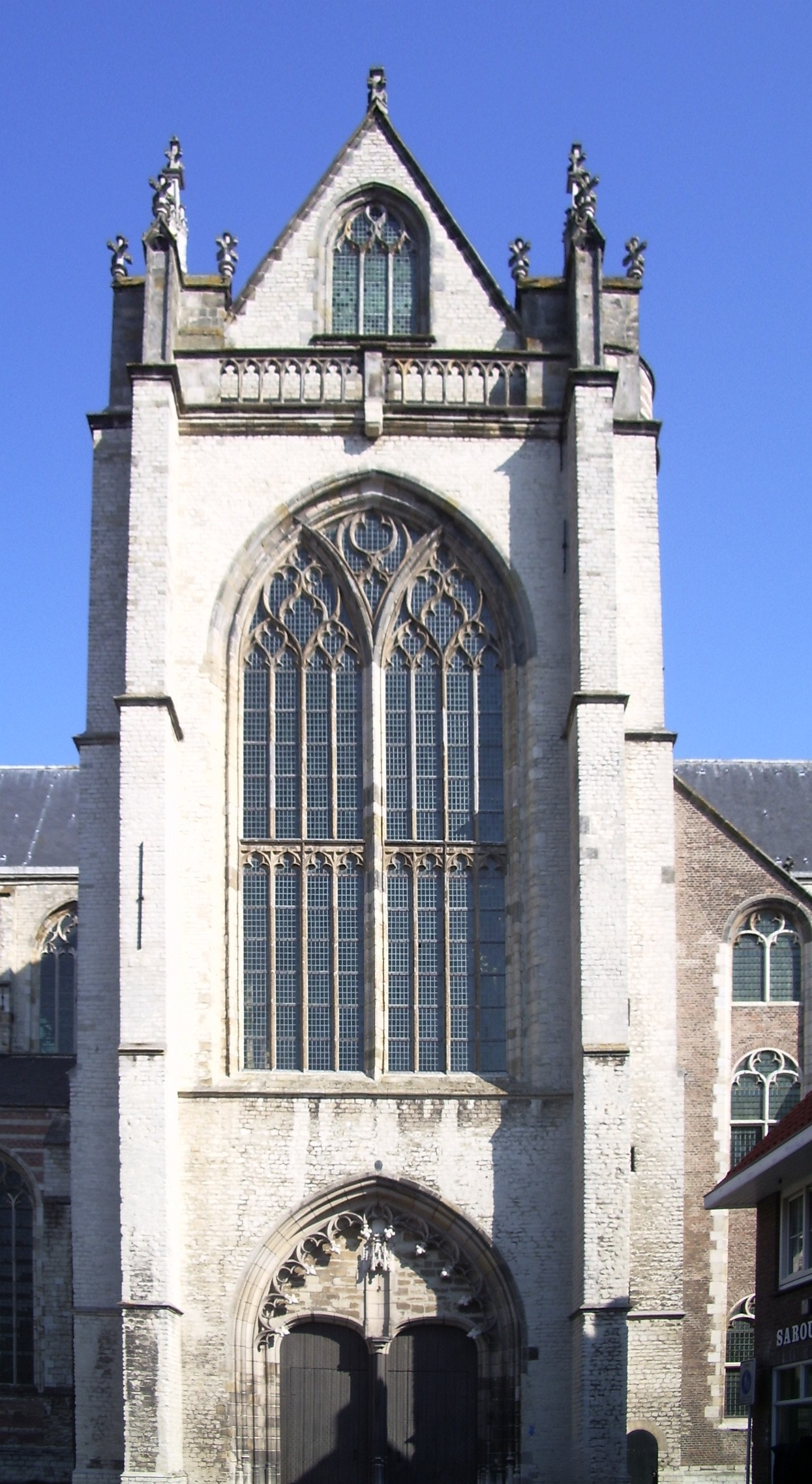
Südliches Querhaus

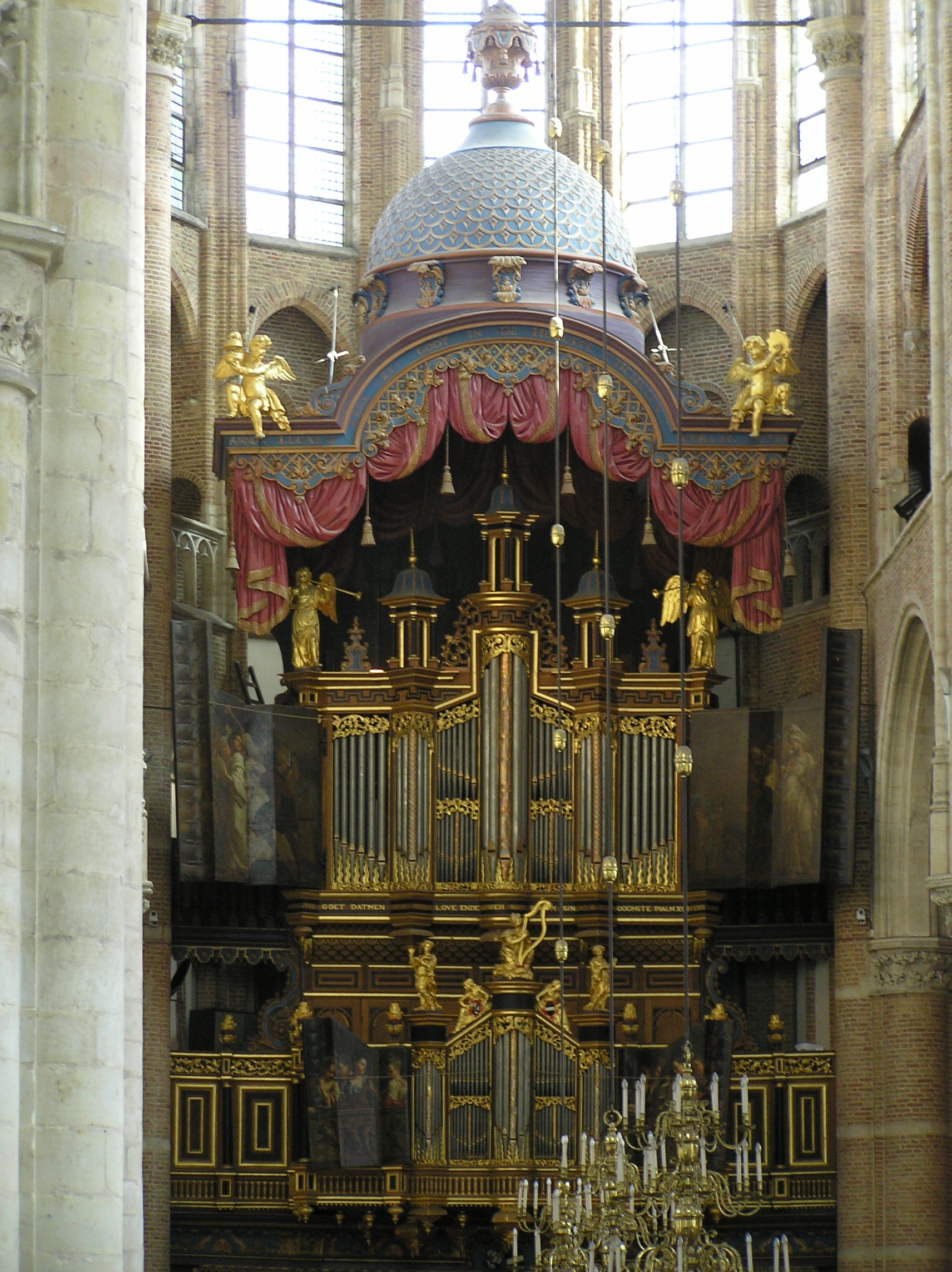
Orgel

Die Grote of Maria Magdalenakerk ist ein Kirchengebäude der Protestantischen Kirche in den Niederlanden im Zentrum der niederländischen Stadt Goes.  Die Kirche ist seit 1972 als niederländisches Rijksmonument eingestuft.

## Geschichte
Über einen möglichen Vorgängerbau der Maria Magdalenakerk ist nichts bekannt. 1410 begann man mit dem Bau, der Kirche, die unter anderem durch einen Ablass finanziert wurde. 1423 wurde sie geweiht. Sie wurde im spätgotischen Stil errichtet und war ursprünglich als dreischiffige Hallenkirche geplant. Nach der Vollendung des Chors wurden die Pläne jedoch geändert. 1506 wurde mit dem Beginn eines Querhauses und eines Langhauses in Form einer Basilika begonnen. 1618 entstanden in der Kirche Schäden infolge eines Brandes, die bis 1621 beseitigt wurden. Im 17. Jahrhundert wurde auf der Vierung ein Dachreiter mit Carillon aufgesetzt.
Während der Chor und das Querhaus noch im kirchlichen Gebrauch sind, wird das Langhaus heute als Ausstellungsraum genutzt. Das Gotteshaus gehört zur unierten Protestantischen Kirche in den Niederlanden.

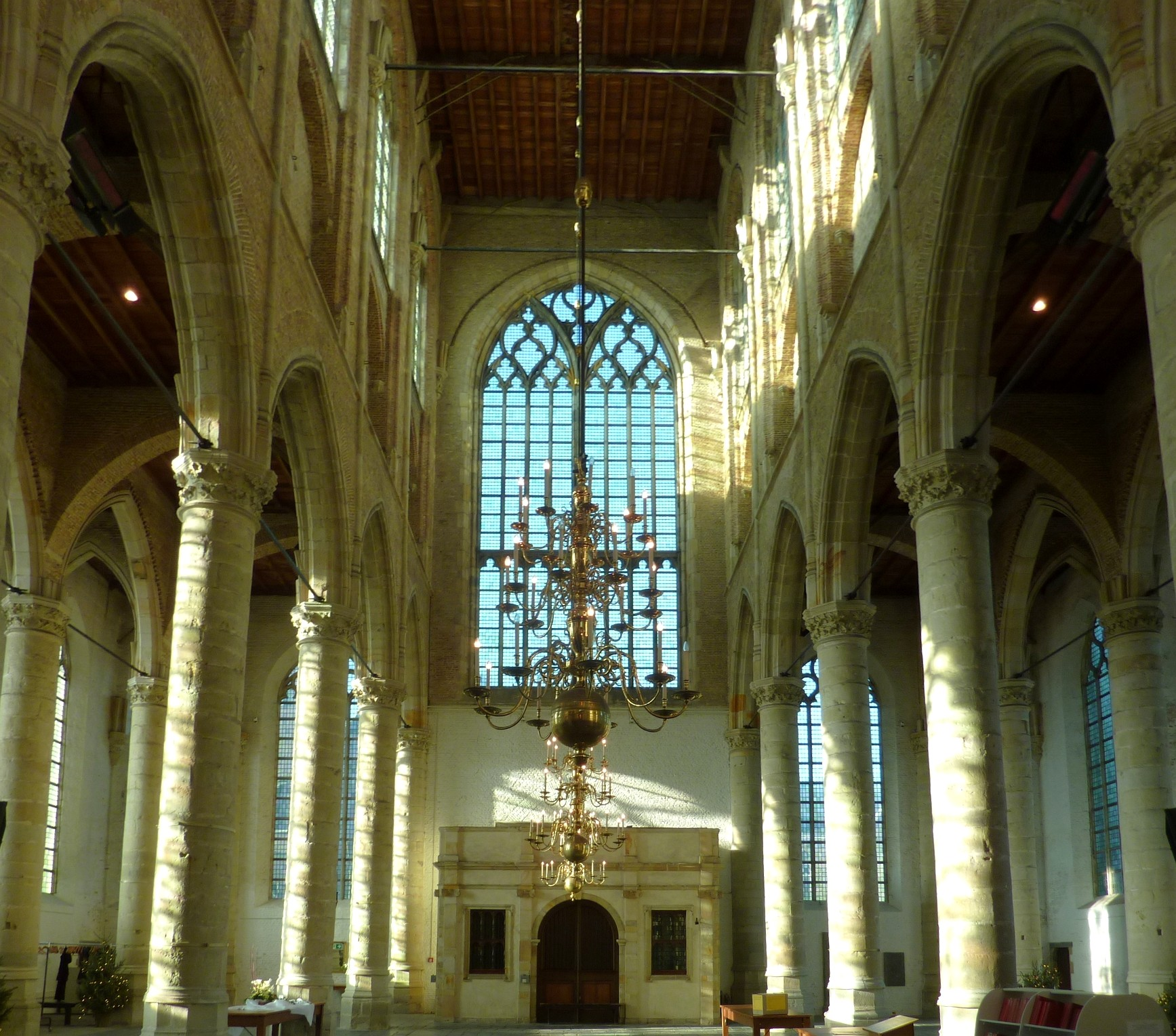
Blick durch das Langhaus zum Westfenster
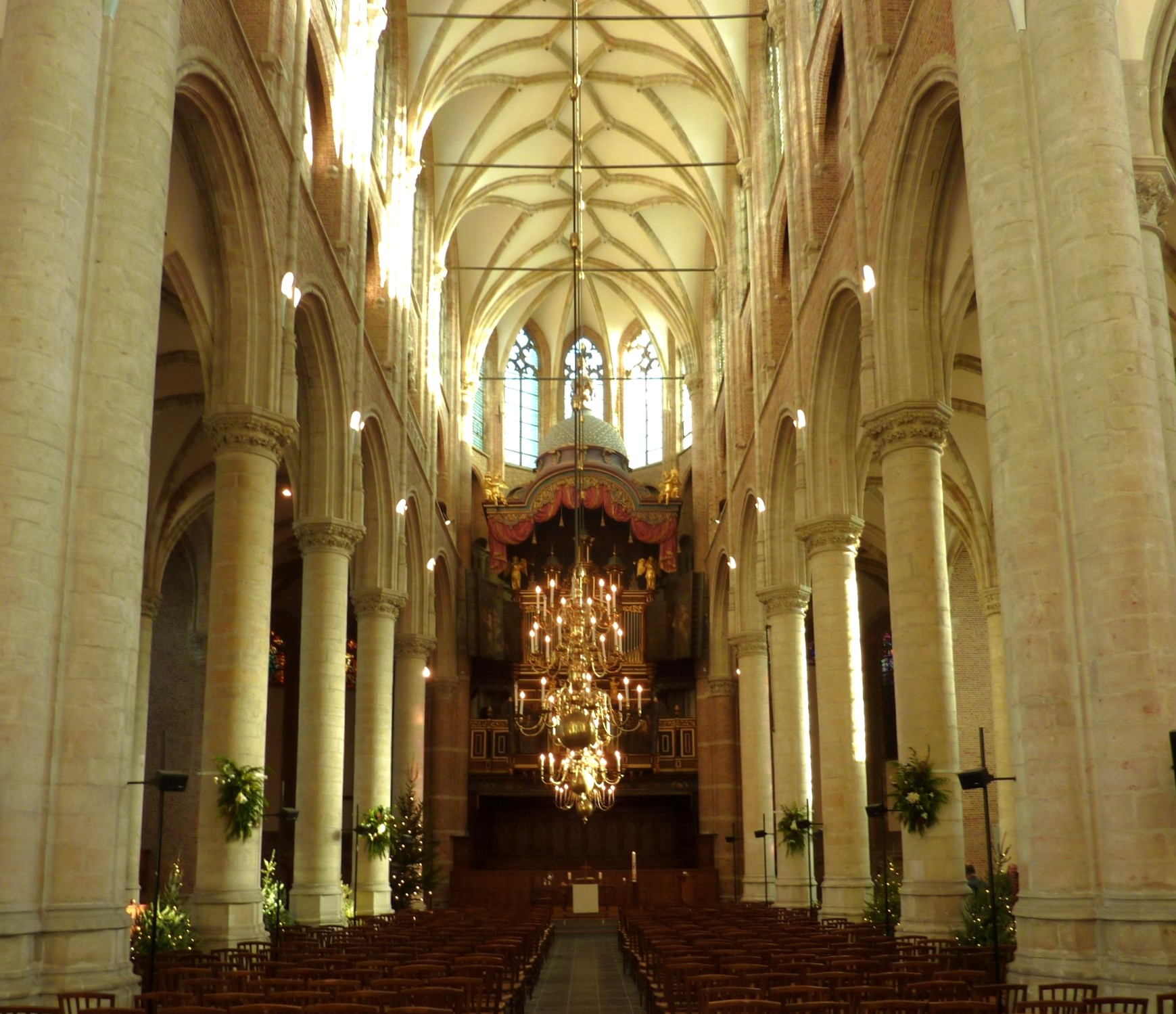
Blick zum Chor
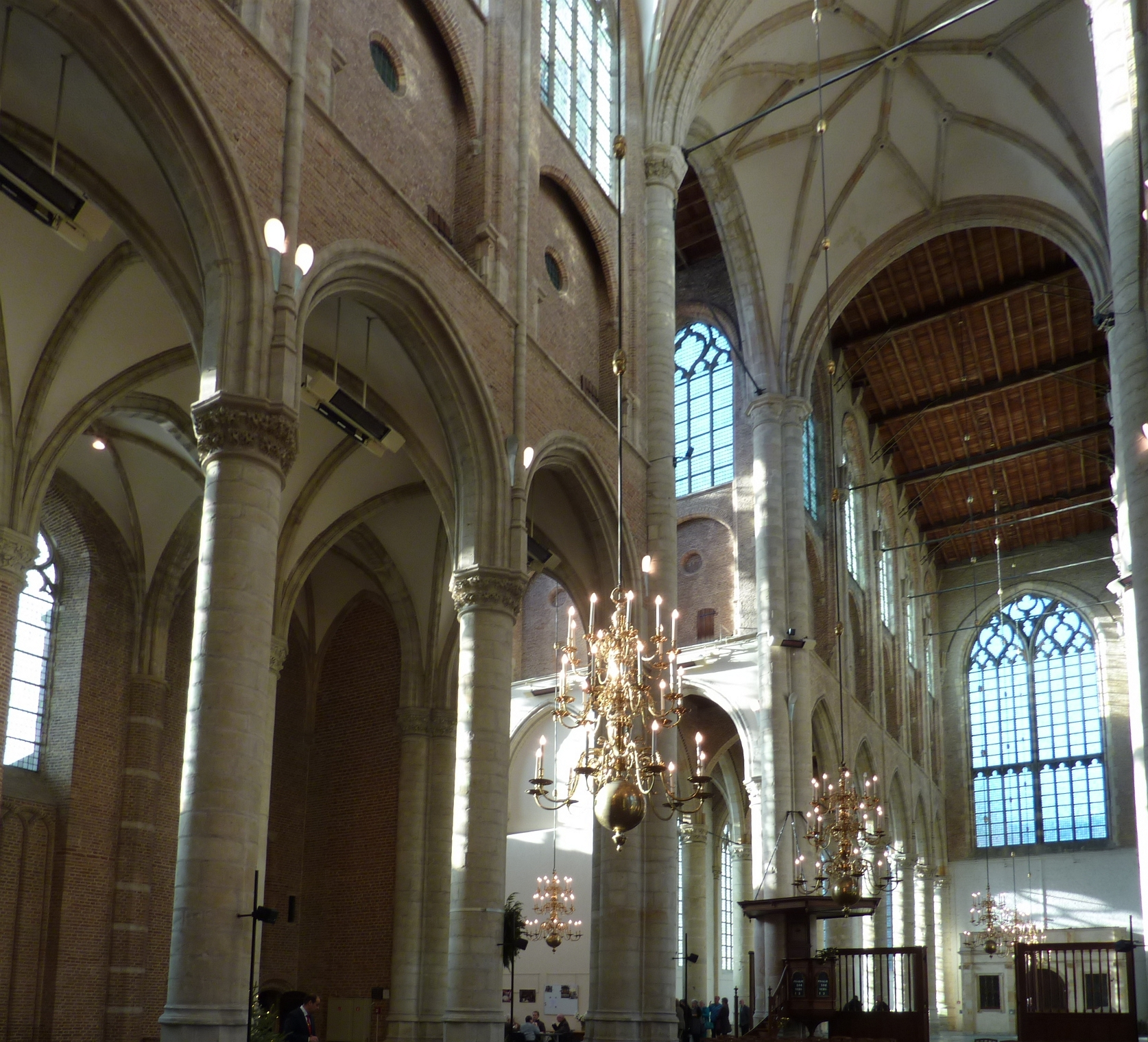
Blick zu Kanzel und Vierung

## Orgel
Die Orgel wurde 1970 von dem Orgelbauer Marcussen (Dänemark) erbaut. Das Instrument hat 43 Register auf drei Manualen und Pedal.
| I Hauptwerk C–g3 |       |
| Bourdon          | 16′   |
| Prestant         | 8′    |
| Gedekt           | 8′    |
| Octaaf           | 4′    |
| Spitsfluit       | 4′    |
| Quint            | 2 ⁄3′ |
| Octaaf           | 2′    |
| Mixtuur V-VI     |       |
| Scherp IV        |       |
| Cornet V         | 8′    |
| Trompet          | 8′    |

| II Rückpositiv C–g3 |       |
| Roerfluit           | 8′    |
| Quintadeen          | 8′    |
| Prestant            | 4′    |
| Roerfluit           | 4′    |
| Octaaf              | 2′    |
| Woudfluit           | 2′    |
| Nasard              | 1 ⁄3′ |
| Scherp IV-VI        |       |
| Sesquialter II      |       |
| Dulciaan            | 16′   |
| Regaal              | 8′    |
| Tremulant           |       |

| III Schwellwerk C–g3 |     |
| Baarpijp             | 8′  |
| Viola di Gamba       | 8′  |
| Viola d’Amore        | 8′  |
| Prestant             | 4′  |
| Openfluit            | 4′  |
| Vlakfluit            | 2′  |
| Mixtuur IV           |     |
| Tertiaan II          |     |
| Fagot                | 16′ |
| Trompet              | 8′  |
| Vox Humana           | 8′  |
| Trompet              | 4′  |
| Tremulant            |     |

| Pedalwerk C–f1 |     |
| Prestant       | 16′ |
| Octaaf         | 8′  |
| Gedekt         | 8′  |
| Tolkaan        | 4′  |
| Nachthoorn     | 2′  |
| Mixtuur VI     |     |
| Bazuin         | 16′ |
| Trompet        | 8′  |
| Trompet        | 4′  |